# Une star dans ma vie
Pour plus de détails, voir Fiche technique et Distribution.
Une star dans ma vie (10 Items or Less) est un film américain réalisé par Brad Silberling, sorti en 2006.

## Synopsis
Un acteur se préparant pour un rôle, rencontre une vendeuse d'épicerie. Les deux êtres se font découvrir leurs mondes respectifs.

## Fiche technique
- Titre original : 10 Items or Less
- Version française : Une star dans ma vie
- Réalisation : Brad Silberling
- Scénario : Brad Silberling
- Production : Julie Lynn, Lori McCreary et Brad Silberling
  - Producteur délégué : Morgan Freeman
- Musique : Antonio Pinto
- Montage : Michael Kahn
- Pays d'origine :  États-Unis
- Durée : 82 minutes
- Dates de sorties :
  - Première :  Canada : 11 septembre 2006 (Festival international du film de Toronto)
  -  États-Unis : 1er décembre 2006

## Distribution
- Morgan Freeman (VF : Benoît Allemane) : lui-même
- Paz Vega : Scarlet
- Jonah Hill : le gamin
- Alexandra Berardi : Mop Lady
- Bobby Cannavale : Bobby
- Jennifer Echols : Tracy
- Leonardo Nam : vendeur enfant
- Vivianne Nacif : narratrice
- Kumar Pallana : Lee
- Danny DeVito : Gros D.
- Jim Parsons : Le secrétaire

## Autour du film
- Une star dans ma vie est la première production dans l'histoire du cinéma qui, avant la fin de sa diffusion dans les salles de cinéma, fut légalement téléchargeable sur internet.
- L'entreprise américaine ClickStar, une coentreprise de Morgan Freeman, du producteur Lori McCreary et d'Intel, a distribué une copie numérique le 15 décembre 2006, seulement 14 jours après la première au cinéma. L'utilisation de cette offre est cependant limitée jusqu'ici aux utilisateurs américains. L'American Film Institute a reconnu cette mise à disposition numérique dans sa rétrospective annuelle comme un des évènements majeurs de l'histoire du cinéma pour l'année 2006[1].